# Nilson Garrido
Nilson Garrido (Olinda, 16 de maio de 1958 - São Paulo, 26 de junho de 2022) foi um educador físico, ex-segurança e ex-pugilista brasileiro.
Nilson obteve notoriedade nacional na mídia a partir de 2006, graças a seus trabalhos com comunidades carentes.

## Biografia

### Início da vida
Nascido no litoral de Pernambuco e ido para a cidade de São Paulo com a família com apenas 10 meses, Nilson, o mais novo de 7 irmãos, nunca voltou ao seu estado natal – o que é o seu grande sonho.

### Ocupações
Um ex-feirante, ex-catador de entulho e ex-segurança, Nilson veio a ser despejado de onde morava no bairro paulistano do Anhangabaú.

#### Como atleta e treinador

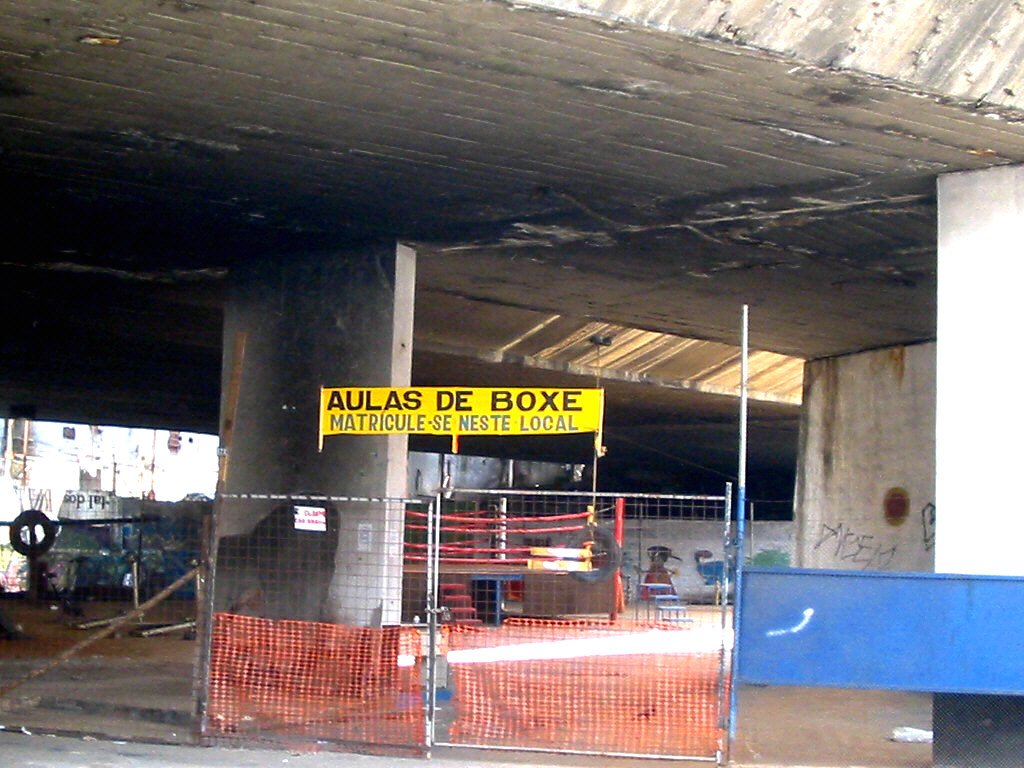
Academia de boxe Nilson Garrido, sob o Viaduto do Café (foto de 14 de janeiro de 2006)

Pouco após o despejo, Nilson montou uma academia de boxe e acondicionamento físico sob o Viaduto do Café – para sob o qual havia se mudado. A academia sob o viaduto, a qual inicialmente contava com pneus dependurados sob o viaduto e um ringue, dentre outros aparelhos de ginástica rudimentares, chamou a atenção de quem transitava pela região. A academia desde então se ampliou, e o projeto formado recebeu várias doações de equipamentos de ginástica desportiva, livros para uma biblioteca e até computadores.
Posteriormente, Nilson veio também a formar-se na EEFE-USP.

##### Repercussões do projeto
Um dos casos mais famosos noticiados pela mídia a respeito do projeto foi o reencontro de um morador estrangeiro com sua família em programa de televisão[carece de fontes?]. A matéria reportava o caso de um estrangeiro que veio ao Brasil, foi furtado e passou a viver como mendigo. Interessou-se pela academia de Nilson e passou a freqüentá-la. A mídia se interessou pelo caso, e a família foi encontrada.
Várias pessoas se interessaram pelo projeto. Recente dissertação acadêmica sobre o uso de espaços ociosos nas cidades aborda o caso da academia de Nilson, propondo uma urbanização desses espaços.

##### Além do boxe
Em 2011, Nilson construiu um octógono de MMA sob o Viaduto Alcântara Machado, que também possuirá dois ringues, aparelhos de ginástica e uma biblioteca.
Morte
Nilson morreu aos 64 anos após uma cirurgia no estômago. Ele tinha 64 anos. O enterro aconteceu na Vila Formosa, na zona leste de São Paulo.